# Produits dérivés de Britney Spears
Un grand nombre de produits ont été élaborés et approuvés par l'artiste américaine Britney Spears. Ceux-ci comprenant des livres, jeux vidéo, poupées, vêtements (en conjonction avec ses tournées), des parfums et autres produits.

## Fragrances

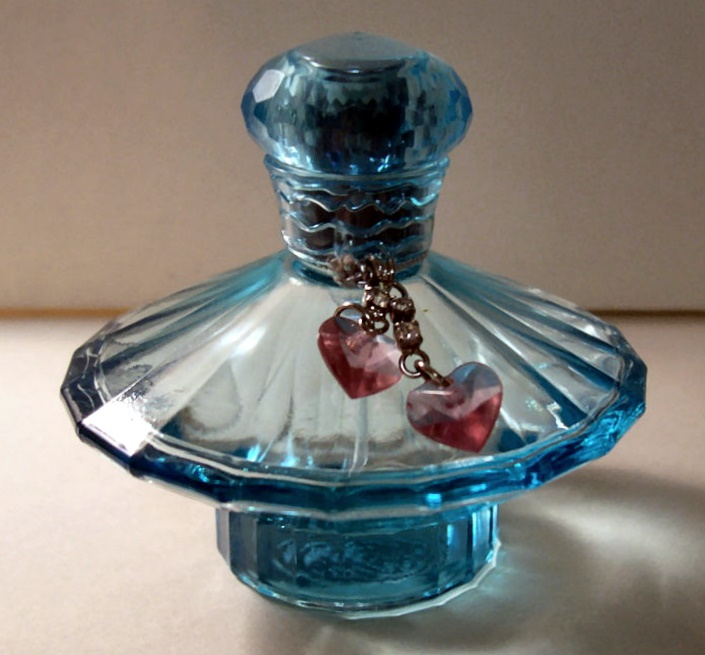
Flacon de Curious

Spears sort en 2004 son premier parfum, Curious, en collaboration avec Elizabeth Arden. En cinq semaines de ventes, la chanteuse empoche 100 millions de dollars. En septembre 2005, Britney Spears publie avec Elizabeth Arden le parfum Fantasy, qui connait également un grand succès. Curious est nommé comme le parfum le plus vendu de l'année 2004, et l'un des meilleurs parfums vendus au monde. En octobre 2008, Curious s'est vendu à plus de 650 millions de flacons, Britney Spears faisant des recettes à hauteur de 610 millions de dollars. En avril 2006, Britney Spears lance Curious In Control, un parfum en édition limitée. 2006 voit aussi la sortie d'un autre parfum, Midnight Fantasy. Le 24 septembre 2007 marque la date de sortie d'une nouvelle fragrance, Believe, son cinquième parfum en trois ans. Spears sort son sixième parfum sixième, Curious Heart, en janvier 2008. Il s'est écoulé jusqu'ici vendu à plus de 35 millions de bouteilles. Spears engendre plus de un milliard de dollars provenant de la vente de parfums, et en a vendu plus de 850 millions de bouteilles dans le monde. En décembre 2008, Britney Spears réalise deux parfums concordant avec la sortie de son sixième album studio Circus. Le 21 mai 2009, il est annoncé sur le site officiel de la chanteuse qu'elle est numéro un en matière de lignes de parfums de célébrités vendues sur le marché. Ses parfums avec Elisabeth Arden représentent 34 % des ventes de parfums de célébrités. Le 15 août 2009, selon le site officiel de Spears, il est indiqué que Curious s'est vu décerner un Glammy Award pour le « Meilleur Achat Beauté de 2009 » (Best Beauty Buy of 2009) et pour sa quatrième année consécutive, Curious remporte un Glammy pour Best Drugstore Fragrance.
Britney Spears a affronté d'autres célébrités sur le marché cosmétique telles que Céline Dion, Jennifer Lopez, P. Diddy, Paris Hilton ou encore Hilary Duff et est parvenue à s'imposer en numéro un sur le marché des parfums de célébrités avec des ventes mondiales atteignant un milliard et des revenus brut de deux milliards de dollars aux États-Unis.
| Année | Fragrance                     | Information | CD Bonus                                                                                      |
| ----- | ----------------------------- | --- | --------------------------------------------------------------------------------------------- |
| 2004  | Curious                       | Sortie : septembre 2004 - Parfum numéro un de 2004 - Honoré meilleur parfum féminin de 2005 Slogan : « Do you dare? » | Someday (I Will Understand) CD Single.                                                        |
| 2005  | Fantasy                       | Sortie : 15 septembre 2005 Slogan : « Everybody has one »                                                             | CD Bonus incluant les chansons And Then We Kiss (Junkie XL Remix) et Breathe on Me            |
| 2006  | Curious In Control            | Sortie : 16 avril 2006 Slogan : « Are you? »                                                                          | Aucun                                                                                         |
| 2006  | Midnight Fantasy              | Sortie : décembre 2006 Slogan : « Magic Begins at Midnight. »                                                         | Aucun                                                                                         |
| 2007  | Believe                       | Sortie : 24 septembre 2007 Slogan : « The greatest freedom is to believe in yourself. »                               | L'album Blackout (seulement pour les achats supérieurs à 50$)                                 |
| 2008  | Curious Heart                 | Sortie : janvier 2008 Slogan : « Live yours to the fullest. »                                                         | Aucun                                                                                         |
| 2009  | Hidden Fantasy                | Sortie : january 2009 Slogan : « What do you have to hide? »                                                          | Aucun                                                                                         |
| 2009  | Circus Fantasy                | Sortie : septembre 2009 Slogan : « Do you make it hot? »                                                              | CD Bonus incluant les titres Circus (Junior Vazquez Electric Circus Remix) et Kill the Lights |
| 2010  | Radiance                      | Sortie : septembre 2010 Slogan : « Choose you own destiny »                                                           | Aucun                                                                                         |
| 2011  | Cosmic Radiance               | Sortie : août 2011 Slogan : « Be the brightest star in the universe »                                                 | Aucun                                                                                         |
| 2012  | Fantasy Twist                 | Sortie : octobre 2012 Slogan : « Choose Your Fantasy »                                                                | Aucun                                                                                         |
| 2013  | Island Fantasy                | Sortie : avril 2013 Slogan : « What's your island fantasy? »                                                          | Aucun                                                                                         |
| 2013  | Fantasy (Anniversary Edition) | Sortie : octobre 2013 Slogan : « 10 Hugs & 10 Kisses, xoxo - Britney »                                                | Aucun                                                                                         |
| 2016  | Private Show                  | Sortie : octobre 2016 Slogan : « It's your private show. »                                                            | Aucun                                                                                         |
| 2017  | Fantasy In Bloom              | Sortie : janvier 2017 Slogan : Aucun                                                                                  | Aucun                                                                                         |
| 2017  | VIP Private Show              | Sortie : août 2017 Slogan : « It's your #VIPSHOW. »                                                                   | None                                                                                          |
| 2018  | Sunset Fantasy                | Sortie : janvier 2018 Slogan : « Experience summer in a bottle. »                                                     | None                                                                                          |

## Jouets/jeux

### Poupée
En 1999, Play Along Toys sort la poupée Britney Spears. C'est le premier produit publié par cette société de jouets. La poupée représente Spears avec différentes tenues, le maquillage et les coiffures de ses concerts, apparitions, photoshoots et vidéoclips. Yaboom Toys a également fait une poupée Britney Spears qui chante lorsque vous appuyez sur un bouton sur son ventre. Une poupée de porcelaine a également été réalisée, ainsi que des poupées miniatures.

## Jeux vidéo
Britney's Dance Beat est un jeu vidéo (de un à deux joueurs) mettant en vedette des chansons et apparitions vidéos de Britney Spears. Les joueurs doivent passer des auditions pour faire partie des danseurs de Spears en tournée.
Le gameplay implique d'appuyer sur des boutons en étant synchronisé avec la musique. Les symboles des touches sont disposées en un cercle, qui ressemble à un cadran d'horloge. Un pointeur balaie autour du cadran, indiquant à quel moment appuyer sur chaque bouton.
Le jeu contient cinq chansons, ...Baby One More Time, Oops!... I Did It Again, Stronger, Overprotected et I'm a Slave 4 U. Les parties réussies sont récompensés par des "passes backstage" qui débloquent des caractéristiques telles que des séquences vidéos de Britney en coulisses.
Le jeu comprend également divers remixes lors des images des coulisses, des menus et des crédits. Il a aussi un photoshoot lors des crédits.
Le jeu a été publié sur PlayStation 2, Game Boy Advance et PC.

### Jeu pour téléphone portable
Un jeu de téléphone portable développé par Qplaze-RME et Sony BMG intitulé « Adventures of Britney Spears » a été annoncé en décembre 2005, mais n'a jamais vu le jour. Des images et vidéos du jeu ont été publiées en même temps que le communiqué de presse annonçant la sortie du jeu.
En mai 2016, un jeu de téléphone portable pour Android et iOS et développé par Glu intitulé "Britney Spears: American Dream" sort en mai 2016. Dans le jeu, on doit créer un personnage "chanteur" et lancer notre carrière musicale avec l'aide de Britney Spears et d'autres personnages.

## Britney for Candie's Collection
En mars 2009, Britney est annoncé comme le nouveau visage de Candie's, une marque de vêtements commercialisés pour les préadolescentes et adolescentes. Après avoir été le visage de la marque pendant deux ans, il est annoncé que Britney Spears concevrait une collection de vêtements en édition limitée pour Candie's, qui serait dévoilé en milieu d'année. La ligne de vêtements est présentée le 1er juillet 2010 avec des prix allant de 14$ à 78$. Dans une interview avec le site Web InStyle Magazine, Britney Spears annonce que quelques pièces de plus seront vendues en septembre et octobre et qu'elle aimerait concevoir pour la marque à nouveau.

## Twister Dance
En 2012, Britney Spears collabore avec la société Hasbro pour la sortie d'une version exclusive du jeu Twister, incluant un remix de son titre Till the World Ends. La chanteuse a également participé à une publicité, réalisé par Ray Kay, afin de promouvoir le jeu,.